# B. J. Thomas
Billy Joe Thomas (7. srpna 1942 Hugo, Oklahoma – 29. května 2021 Arlington, Texas) byl americký country-popový zpěvák, člen Grand Ole Opry, který byl na vrcholu popularity v 70. letech. Jeho první úspěšný singlem byla v roce 1966 I'm so lonesome I could cry, dalším Hooked on a feeling (1968). V roce 1969 nahrál píseň Raindrops keep fallin' on my head, která zazněla ve filmu Butch Cassidy a Sundance Kid. Píseň vedla čtyři týdny americkou popovou hitparádu a Americká akademie filmových umění a věd za ni udělila Oscara. Z pozdějších dob stojí za zmínku písně I just can't help believing, Rock and roll lullaby či Another somebody done somebody wrong song, se kterou byl opět v čele popové hitparády. Vydal téměř 50 dlouhohrajících desek.[zdroj⁠?!]

## Největší hity
- Raindrops keep fallin' on my head: #1 US pop, #1 US AC, #1 CAN pop, #1 CAN AC, #1 NOR
- Another somebody done somebody wrong song: #1 US country, #1 US pop, #1 US AC, #2 CAN country, #3 CAN pop, #1 CAN AC
- Hooked on a feeling: #5 US pop, #2 CAN pop
- I'm so lonesome I could cry: #8 US pop, #2 CAN pop